# نادية الزعبي
نادية الزعبي (18 سبتمبر 1983 -) إعلامية أردنية ومقدّمة برامج تلفزيونية.

## حياتها
درست في الجامعة الأردنية تخصص لغات حديثة «إسباني وإنجليزي» ولم تكن رغبتها العمل بمجال تخصصها 

### حياتها الأسرية
تزوجت من المهندس الأردني "مروان عودة " عام 2011 رزقت منه بابنها الوحيد "زيد" وانفصلت عنه عام 2022

## مشوارها المهني
دخلت مجال الإعلام صدفة حين تواجدت في إذاعة روتانا وقامت بإجراء اختبار للصوت فوجدوا بأنها تمتلك الصوت الملائم بدأت في الأخبار الفنية في برنامج «آخر خبر» من بعدها انتقلت من مرحلة البرامج المسجلة إلى مرحلة البرامج المباشرة على الهواء والبداية كانت في برنامج «على عيني طلباتك» وهو برنامج إهداءات
حاولت دخول الإعلام المرئي من خلال محطة Atv وكان من المفترض أن يكون لها برنامجين وبدأت التصوير لهم ألغي الموضوع بسبب مشاكل في القناة
في رمضان 2013 قدمت برنامج المسابقات
«كركبة في المركبة» على قناة رؤيا بمشاركة زميلتها رهف صوالحة
كما قدمت برنامج صح صح على إذاعة روتانا وبعدها عام 2018 انتقلت لتقدمه على شاشة عمان تي في بالتزامن مع الإذاعة

### تجربتها في التمثيل
عام 2017 خاصت تجربة التمثيل لأول مرة في المسلسل الكوميدي «لت وعجن» للكاتب نذير خوالدة والمخرج أحمد اليسير.
وفي رمضان 2021 شاركت بالمسلسل الكوميدي ياسمين وصبري بمشاركة عمر زوربا والفنانة ديانا رحمة

## إثارة الجدل
- في عام 2015 رفع متعهد الحفلات أحمد العموش قضية على مقدمتي برنامج صح صح عبر اذاعة روتانا واتهمهم ببث أخبار كاذبة خلال فقرة للبرنامج حول عدم حضور الفنان علي الديك لحفل فني أقيم عبر شركة العموش، وتدخل أحد شيوخ العشائر لانهاء القضية المرفوعة عليهن [9]
- في يونيو 2018 شنت حملة من ناشطي أردنيين تجاه نادية وزميلتها رهف، بعد سخريتهما بشكل علني من فتاة اتصلت ببرنامجهما على الهواء مباشرة بسبب اسمها «هتوف» بسؤالها عن معنى اسمها، لترد المتصلة: «صوت السحب الماطرة»، لترد إحدى المذيعتين: «أهلك كانوا فاضيين وقتها»، و«إنتي انولدتي ليش». وبعد الغضب الواسع، قدمتا اعتذارهما في الحلقة التالية من البرنامج، وقالتا إنهما لم تتعمدا الإساءة إليها[10]
- في مارس 2020، أثارت الزعبي الجدل بعد مقارنتها لظروف الحجر الصحي بين الأردن والأراضي الفلسطينية في قطاع غزة. إذ قالت خلال برنامجها «صح صح» على قناة عمان تي في مُعلقةً على أوضاع الحجر الصحي في معبر رفح البري بقطاع غزة:[11]

لاحقًا، اعتذرت الزعبي وقالت:

## البرامج التي قدمتها
| البرنامج         | العام                    | عرض على       |
| ---------------- | ------------------------ | ------------- |
| آخر خبر          | إذاعة روتانا             | 2006-2007     |
| على عيني طلباتك  | إذاعة روتانا             | 2008-2009     |
| طواش             | إذاعة روتانا             | 2009-2010     |
| كركبة في المركبة | رؤيا                     | رمضان 2013    |
| صح صح            | إذاعة روتانا، عمان تي في | 2009 - مازالت |
| فوشيا شو         | قناة فوشيا               | 2019          |
| نصي الثاني       | عمان تي في               | 2019          |
| لفة              | عمان تي في               | 2019 - 2021   |
| فاهم الطابق      | عمان تي في               | 2023          |
| حبل الكذب        | عمان تي في               | 2024          |
| القرار           | الغد                     | 2024          |

## جوائز
- الأردن: المركز الثالث كأفضل مذيعة راديو في الإستفتاء الذي أجرته جريدة الدستور عام 2008. [2]

## وصلات خارجية
- نادية الزعبي على موقع قاعدة بيانات الأفلام العربية